# Michal Sivek
Michal Sivek (* 21. Januar 1981 in Náchod, Tschechoslowakei) ist ein ehemaliger tschechischer Eishockeyspieler. Von 1997 bis 2008 spielte er für den HC Sparta Prag in der tschechischen Extraliga und die Pittsburgh Penguins in der National Hockey League.

## Karriere
Michal Sivek begann seine Karriere im Nachwuchs des HC Sparta Prag, für den er als 15-Jähriger in der U18-Extraliga debütierte. Er spielte bis zur Saison 1997/98 ausschließlich für die Junioren Spartas, bevor er für Spartas Profiteam sowohl in der Extraliga, als auch in der European Hockey League debütierte. Bis zum Beginn der Saison 1998/99 gehörte er dem Kader seines Stammvereins an, bevor er zum HC Velvana Kladno wechselte. Während des NHL Entry Draft 1999 wurde er von den Washington Capitals in der zweiten Runde als insgesamt 29. Spieler ausgewählt. Daher entschloss er sich zu einem Wechsel nach Nordamerika und wurde von den Prince Albert Raiders, die ihn beim CHL Import Draft 1998 in der ersten Runde als insgesamt zehnten Akteur gezogen hatten, aus der Western Hockey League unter Vertrag genommen. Trotz guter Leistungen kehrte er ein Jahr später zu Sparta zurück.
Im Juli 2001 wurde Sivek zusammen mit Kris Beech und Ross Lupaschuk an die Pittsburgh Penguins abgegeben, die im Gegenzug Jaromír Jágr und František Kučera nach Washington schickten. In der folgenden Spielzeit ging er zunächst für das Farmteam der Penguins, die Wilkes-Barre/Scranton Penguins aus der American Hockey League, aufs Eis, bevor er nach 25 AHL-Partien zu Sparta zurückkehrte. Nach seiner Rückkehr gewann er in den Playoffs 2002 mit Sparta seinen ersten tschechischen Meistertitel.
In der Spielzeit 2002/03 debütierte er für die Pittsburgh Penguins in der National Hockey League und absolvierte insgesamt 38 NHL-Spiele, ehe er zurück nach Wilkes-Barre geschickt wurde. In der folgenden Spielzeit konnte er aufgrund einer Fingerverletzung nur 22 Spiele für Wilkes-Barre absolvieren. Im Sommer 2004 entschloss er sich zu einer erneuten Rückkehr zu Sparta Prag, für die er in den folgenden vier Jahren über 220 Spiele in der Extraliga absolvierte und zwei weitere Meisterschaften erreichte.
Nach der Spielzeit 2007/08 beendete er seine Karriere aufgrund vieler Verletzungen und arbeitet seither als Scout für Sparta.

### International
Auf internationaler Ebene war Sivek als Juniorenspieler sehr erfolgreich, während er als Seniorenspieler nur fünf Länderspiele für die tschechische Nationalauswahl absolvierte. Sivek nahm an drei U20- und einer U18-Junioren-Weltmeisterschaft teil. Dabei gewann er 2000 und 2001 jeweils die Goldmedaille. Bei der U18-Europameisterschaft 1998 war Sivek drittbester Scorer des Turniers.

## Erfolge und Auszeichnungen
- 2000 Goldmedaille bei der U20-Junioren-Weltmeisterschaft
- 2001 Goldmedaille bei der U20-Junioren-Weltmeisterschaft
- 2002 Tschechischer Meister mit dem HC Sparta Prag
- 2006 Tschechischer Meister mit dem HC Sparta Prag
- 2007 Tschechischer Meister mit dem HC Sparta Prag

## Karrierestatistik

### International
(Legende zur Spielerstatistik: Sp oder GP = absolvierte Spiele; T oder G = erzielte Tore; V oder A = erzielte Assists; Pkt oder Pts = erzielte Scorerpunkte; SM oder PIM = erhaltene Strafminuten; +/− = Plus/Minus-Bilanz; PP = erzielte Überzahltore; SH = erzielte Unterzahltore; GW = erzielte Siegtore; 1 Play-downs/Relegation; Kursiv: Statistik nicht vollständig)